# مايك هاربر (كرة سلة)
مايك هاربر (بالإنجليزية: Mike Harper)‏ مواليد 9 ديسمبر 1957 في شيكاغو، هو مدرب كرة سلة أمريكي ولاعب معتزل. بدأ مسيرته الاحترافية في سنة 1980. تم اختياره من قبل فريق بورتلاند ترايل بلايزرز خلال الدرافت. حمل الرقم 32. يبلغ طوله 6 قدم 10 بوصة (2.1 م). اعتزل اللعب في 1988.

## المسيرة الاحترافية
لعب مع بورتلاند ترايل بلايزرز من سنة 1980 إلى 1982، ثم لعب مع فولجور ليبرتاس فورلي في موسم 1983–1984، ثم لعب مع كانارياس لكرة السلة في الدوري الإسباني من سنة 1986 إلى 1988.

## روابط خارجية
- مايك هاربر على موقع إن بي أي (الإنجليزية)
- مايك هاربر على موقع سبورتس رفرنس (الإنجليزية)
- مايك هاربر على موقع الدوري الإسباني لكرة السلة (الإسبانية)
- مايك هاربر على موقع ريلجم (الإنجليزية)
- مايك هاربر على موقع بروبوليرز (الإنجليزية)
- مايك هاربر على موقع سبورتس رفرنس (الإنجليزية)